# Kylmänlampi
Kylmänlampi eller Kylmälampi är en sjö i Finland. Den ligger i kommunen Suomussalmi i landskapet Kajanaland, i den centrala delen av landet, 600 km norr om huvudstaden Helsingfors. Kylmänlampi ligger 190,2 meter över havet. Den är 13,02 meter djup. Arean är 50 hektar och strandlinjen är 4,51 kilometer lång. Sjön  ingår i Uleälvens huvudavrinningsområde. 